# Per sempre insieme, amen
Per sempre insieme, amen (Voor altijd samen, amen) è un romanzo per ragazzi scritto da Guus Kuijer. Il libro è il primo della serie delle avventure di Polleke ed ha vinto il Gouden Griffel nel 2000. Pubblicato originariamente nel 1999, in Italia è uscito edito da Feltrinelli nel 2012.

## Trama
Polleke, che sogna di diventare poetessa una volta adulta, deve fare i conti con una vita ordinaria, ma incredibilmente complicata: da un lato deve affrontare il nuovo matrimonio della madre, innamoratasi, ricambiata, proprio del maestro della figlia; poi deve superare la delusione d'amore infertale dal compagno di classe Mimun, costretto a lasciarla a causa dell'opposizione della sua famiglia. A questo si aggiungono le sofferenze dell'amica Caro, che le confessa quanto la confonda avere due padri in famiglia tutti e due molto amati, e le disavventure del proprio padre, incapace di uscire dalla tossicodipendenza.

## Personaggi
- Polleke: undicenne solare e "problematica", come ama definire sé e la propria famiglia. Desidera diventare poetessa, una volta cresciuta, per seguire l'esempio del genitore che, nonostante l'atteggiamento scapestrato, è per lei un vero poeta.
- Tina: madre di Polleke. Divorziata dal primo marito, ha una relazione con il maestro della figlia, Walter.
- Gerrit: padre di Polleke, che è solita chiamarlo col nomignolo Spik. Nonostante i buoni propositi non riesce a smettere la propria dipendenza dall'hashish. Ha alle spalle precedenti matrimoni che hanno lasciato a Polleke una serie di svariati fratellastri e sorellastre.
- Carola detta "Caro": la migliore amica di Polleke, suo confidente nonostante il carattere spesso pettegolo di Caro. Anche lei ha alle spalle una famiglia "complicata": con una madre che non vive col padre naturale della ragazza, ma con un altro compagno.
- Mimun: compagno di classe di Polleke e suo ragazzo. Di origini marocchine, nonostante la longeva storia d'amore con la ragazza olandese, è costretto dalla famiglia a programmarsi un matrimonio combinato con una connazionale.
- Walter: maestro di Polleke e compagno di TIna.
- I nonni: genitori del padre Spik, i nonni hanno una casa in campagna, vero e proprio rifugio per Polleke. Immersi in un ambiente naturale, i due anziani sono un pilastro saldo nella vita della giovane ragazzina. Le regalano una giovane vitellina, chiamata anche lei Polleke, che diventa l'animale domestico preferito della nipote.

## Edizioni
- Guus Kuijer, Per sempre insieme, amen, traduzione di Valentina Freschi, illustrazioni di Alice Hoogstad, copertina di Manuele Fior, Feltrinelli, 2012,  p. 96, ISBN 88-588-0612-3.